# Bestseller (album)
Bestseller – czwarty album studyjny polskiego rapera Liroya. Wydawnictwo ukazało się 19 listopada 2001 roku nakładem wytwórni muzycznej BMG Ariola Poland. W dwóch utworach wykorzystano sample z przeboju „Hello” Lionela Richiego. Płyta uzyskała status złotej.
Materiał był promowany singlem pt. „...a jebać mi się chce!”. Album uzyskał nominację do nagrody polskiego przemysłu fonograficznego Fryderyka w kategorii „najlepszy album hip-hop”.

## Lista utworów
Opracowano na podstawie materiału źródłowego.
Album
1. „Kiedy ja mówię” – 2:31
2. „Tak naprawdę” – 3:48
3. „Hello (czy Ty czujesz to?)” – 3:53
4. „Kto to taki?” – 3:58
5. „...a jebać mi się chce!!!” – 4:12
6. „Nie do zdarcia (Jestem)!” – 6:06
7. „Prosto z Polski” – 4:43
8. „World Iz A Ghetto” – 4:38
9. „Jak tu się nie wkurwić?” – 3:53
10. „I wiem że będzie zajebiście” (gościnnie: Lipa) – 4:22
11. „To już jest koniec” – 4:17

Utwory dodatkowe
1. „Hello (czy Ty czujesz to?) (Club Version)” (gościnnie: Jam-C) – 6:05
2. „World Iz A Ghetto (Club Version)” (gościnnie: G.E.R.M., Ice-T) – 5:41

Singel
| ...a jebać mi się chce! |
| --- |
| 1. „...a jebać mi się chce” (LP) 2. „...a jebać mi się chce” (LP/Radio) 3. „...a jebać mi się chce” (LP/Mental) 4. „...a jebać mi się chce” (Bizzarrre RMX/Hardcore) 5. „...a jebać mi się chce” (Bizzarrre RMX/Radio) 6. „...a jebać mi się chce” (Bizzarrre RMX/Mental) 7. „...a jebać mi się chce” (D.U.P. RMX/Hardcore) 8. „...a jebać mi się chce” (D.U.P. RMX/Radio) 9. „...a jebać mi się chce” (D.U.P. RMX/Mental) 10. „...a jebać mi się chce” (Kretes RMX/Hardcore) 11. „...a jebać mi się chce” (Kretes RMX/Radio) 12. „...a jebać mi się chce” (Kretes RMX/Mental) |